# Talistranden
Talistranden (fi.: Talinranta) är en stadsdel i Helsingfors stad och en del av Munksnäs distrikt. 
Talistranden är en havsnära, ung stadsdel som ligger vid Stora Hoplaxviken. Området byggdes med låga höghus på 1990-talet och den enda servicen i stadsdelen är ett daghem. Den enda rutten med bil till Talistranden går via Munkshöjden, och trots att stadsdelen ligger vid havet kommer man inte dit med båt på grund av de låga broarna vid Åboleden som blockerar inflödet till Stora Hoplaxviken. Norr om Talistranden ligger stadsdelen Tali. 